# Stenochironomus maculatus
Stenochironomus maculatus är en tvåvingeart som beskrevs av Art Borkent 1984. Stenochironomus maculatus ingår i släktet Stenochironomus och familjen fjädermyggor. Inga underarter finns listade i Catalogue of Life.